# Tour d'Italie 2018
Le Tour d'Italie 2018 est la 101e édition du Tour d'Italie, l'un des trois grands tours du cyclisme. Le Giro de cette année commence à Jérusalem le 4 mai, avec un contre-la-montre individuel de 9,7 kilomètres, suivi de deux étapes supplémentaires en Israël. Après une journée de repos, le peloton est rapatrié en Italie pour 18 étapes supplémentaires, jusqu'à l'arrivée  à Rome le 27 mai. Le lieu du départ du Giro est organisé pour rendre hommage au cycliste italien Gino Bartali, trois fois vainqueur de la course. Il a aidé à sauver des centaines de Juifs italiens pendant l'Holocauste et a été reconnu par Yad Vashem en 2013 en tant que Juste parmi les nations.
La course est remportée par le coureur de l'équipe Sky Christopher Froome, qui est donc détenteur des trois grands tours et, en même temps, est devenu le premier cycliste britannique à remporter le classement général du Giro. Froome qui est au départ sous le coup d'une suspension pour dopage, en raison d'un contrôle anormal au salbutalmol sur le dernier Tour d'Espagne, et qui a été blanchi par la suite, a chuté pendant la reconnaissance avant le prologue et a perdu du temps régulièrement au cours des deux premières semaines. Dans la dernière semaine, il remporte une étape qui se termine avec l'ascension du Monte Zoncolan, l'une des ascensions les plus dures du cyclisme. Puis, quelques jours plus tard, il reprend plusieurs minutes sur tous ses rivaux lors de la 19e étape, après un raid solitaire de 80 kilomètres qui a surpris tous les suiveurs. Il s'impose en devançant le tenant du titre, Tom Dumoulin, de 46 secondes.

## Présentation

### Parcours

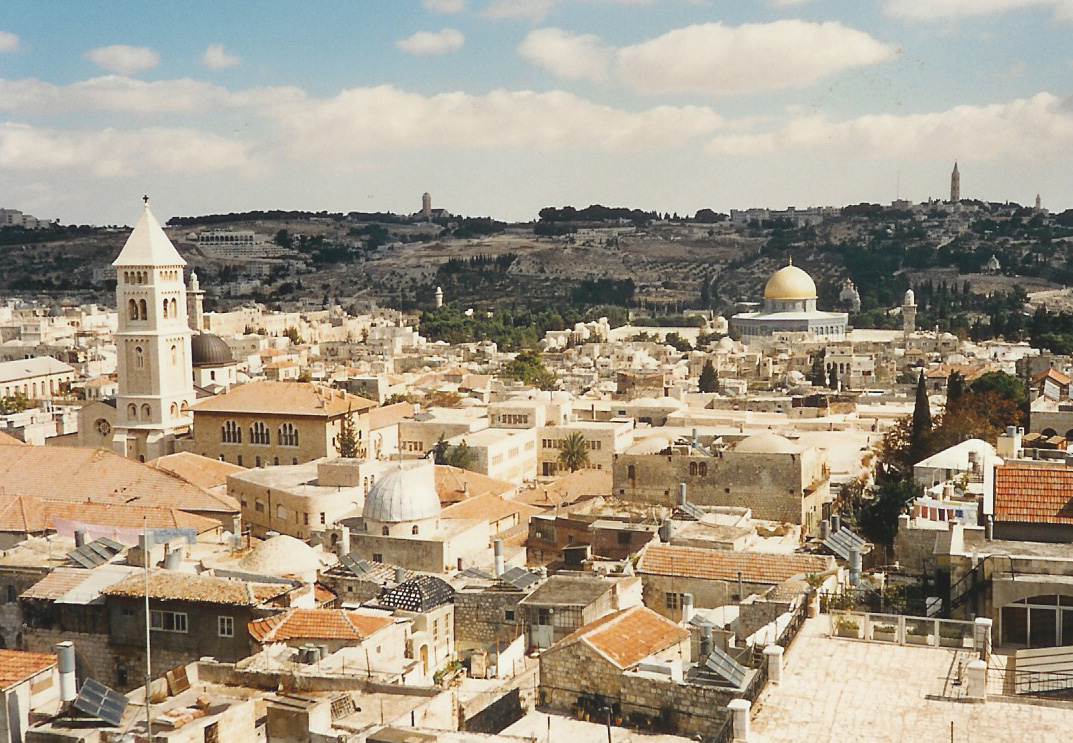
En partant de Jérusalem (Israël), c'est le premier grand tour à se dérouler hors de l'Europe.

En partant d'Israël, le Tour d'Italie 2018 est le premier grand tour à prendre son départ hors d'Europe. Comme en 2014, 2016 et 2017, la course commence un vendredi afin d'ajouter un jour de repos permettant le transfert en Italie. Le parcours de 3 571,4 km comprend deux contre-la-montre individuels, et aucun contre-la-montre par équipes. Huit étapes arrivent en altitude, dont quatre durant la dernière semaine.
Les trois premières étapes se déroulent en Israël : un contre-la-montre de 10 kilomètres à Jérusalem, puis deux étapes promises aux sprinteurs et arrivant à Tel Aviv et à Eilat. Comme en 2014, 2016 et 2017, la course commence un vendredi afin d'ajouter un jour de repos permettant le transfert en Italie.  Le Tour d'Italie reprend alors en Sicile, pour trois étapes dont la première arrivée en côte, sur l'Etna. De retour sur le continent, le parcours se dirige vers le nord, à travers la Calabre et la Campanie, puis les Abruzzes, avec deux nouvelles arrivées en altitude à Montevergine et Campo Imperatore. La deuxième journée de repos est suivie de deux étapes au parcours accidentés à travers les Apennins, arrivant à Gualdo Tadino et Osimo. Deux étapes le long de la côte adriatique et dans le delta du Pô promettent des arrivées au sprint à Imola et Nervesa della Battaglia. Le Giro aborde ensuite les Alpes, avec une arrivée au Monte Zoncolan, puis une étape enchaînant les difficultés à travers les Dolomites. Après la troisième et dernière journée de repos, les coureurs disputent un contre-la-montre de 34,5 km entre Trente et Rovereto, sur une route plate dans la vallée de l'Adige. La dix-septième étape, arrivant à Iseo après une deuxième moitié de parcours relativement plate, peut s'offrir aux sprinteurs. Trois étapes de montagnes se succèdent ensuite. La première d'entre elles fait une longue traversée de la plaine du Pô d'est en ouest pour se terminer à la station de sports d'hiver de Prato Nevoso. La dix-huitième étape peut être considérée comme la plus difficile de ce Tour d'Italie. Partant par Venaria Reale pour arriver à Bardonnèche, elle passe par le col du Finestre, point culminant et donc Cima Coppi de cette édition. Enfin, la vingtième étape se termine par l'ascension vers Breuil-Cervinia, précédée des cols Tzecore et de Saint-Pantaléon. La dernière étape de ce Giro effectue dix tours d'un circuit de 11,5 kilomètres à Rome et se termine sur la Via dei Fori Imperiali,.

### Équipes
Le Tour d'Italie étant inscrit au calendrier de l'UCI World Tour 2018, les dix-huit « World Teams » y participent. Quatre équipes continentales professionnelles ont reçu leur invitation en janvier : les équipes italiennes Androni Giocattoli-Sidermec, Bardiani CSF et Wilier Triestina-Selle Italia, et l'équipe israélienne Israel Cycling Academy. La présence de cette dernière était attendue du fait du départ de ce Giro à Jérusalem. Androni Giocattoli-Sidermec, absente en 2017, a assuré sa participation en remportant le classement par équipes de la Ciclismo Cup 2017. Bardiani CSF et Wilier Triestina-Selle Italia ont été préférées à l'équipe italienne Nippo-Vini Fantini, malgré la présence dans ses rangs de Damiano Cunego, vainqueur de la course en 2004 et qui court en 2018 sa dernière saison. L'équipe Lotto-Soudal change de nom pour cette course et devient Lotto Fix All.
| WorldTeams (18)- AG2R La Mondiale - Astana - Bahrain-Merida - BMC Racing Team - Bora-Hansgrohe - Dimension Data - EF Education First-Drapac p/b Cannondale - Groupama-FDJ - Katusha-Alpecin - Lotto NL-Jumbo - Lotto Soudal - Mitchelton-Scott - Movistar Team - Quick-Step Floors - Sky - Team Sunweb - Trek-Segafredo - UAE Team Emirates Équipes continentales professionnelles (4)- Androni Giocattoli-Sidermec - Bardiani CSF - Israel Cycling Academy - Wilier Triestina-Selle Italia |
| |

### Favoris et principaux participants
Le Britannique Christopher Froome, quadruple vainqueur du Tour de France, est la principale tête d'affiche de ce Tour d'Italie. Ayant remporté le Tour d'Espagne 2017, il tente d'ajouter à son palmarès le seul grand tour qui lui manque, et qui échappe également à l'équipe Sky. Il vise cette saison un doublé Giro-Tour de France qui n'a plus été réussi depuis Marco Pantani en 1998. S'il s'imposait, il serait en outre le premier coureur depuis Bernard Hinault à gagner trois grands tours consécutifs. Cependant, sa présence est sujette à polémique, car Froome a subi en 2017 un contrôle antidopage non-négatif qui n'a pas encore donné lieu à une décision disciplinaire. Plusieurs dirigeants d'équipe et coureurs, dont Tom Dumoulin, ainsi que le président de l'Union cycliste internationale se sont exprimés contre sa participation.
Vainqueur en 2017, le Néerlandais Tom Dumoulin, de l'équipe Sunweb, a fait de la défense de son titre son principal objectif de la saison. Parmi les autres favoris, deux ont déjà fini deuxième du Tour d'Italie : l'Italien Fabio Aru (UAE Emirates), deuxième du Giro 2015 et vainqueur du Tour d'Espagne cette année-là et le Colombien Esteban Chaves, dauphin de Nibali en 2016. Chaves partage la tête de l'équipe Mitchelton-Scott avec le Britannique Simon Yates, meilleur jeune du Tour de France 2017. Le Français Thibaut Pinot (Groupama-FDJ), quatrième du Tour d'Italie 2017, est également l'un des favoris de la course.
Le coureur australien Adam Hansen, membre de l'équipe Lotto-Soudal, dispute son vingtième grand tour consécutif, ce qui est le record absolu (il ne disputera pas le Tour de France).

## Étapes
| Étape     | Date   | Villes étapes                            | type                        | Distance (km) | Vainqueur d'étape     | Leader du classement général |
| --------- | ------ | ---------------------------------------- | --------------------------- | ------------- | --------------------- | ---------------------------- |
| 1re étape | 4 mai  | Jérusalem – Jérusalem                    | contre-la-montre individuel | 9,7           | Tom Dumoulin          | Tom Dumoulin                 |
| 2e étape  | 5 mai  | Haïfa – Tel Aviv                         | étape de plaine             | 167           | Elia Viviani          | Rohan Dennis                 |
| 3e étape  | 6 mai  | Beer-Sheva – Eilat                       | étape vallonnée             | 229           | Elia Viviani          | Rohan Dennis                 |
|           | 7 mai  | Jour de repos (transfert)                | Jour de repos               |               |                       |                              |
| 4e étape  | 8 mai  | Catane – Caltagirone                     | étape vallonnée             | 202           | Tim Wellens           | Rohan Dennis                 |
| 5e étape  | 9 mai  | Agrigente – Santa Ninfa                  | étape vallonnée             | 153           | Enrico Battaglin      | Rohan Dennis                 |
| 6e étape  | 10 mai | Caltanissetta – Etna (Rifugio Sapienza)  | étape de montagne           | 164           | Esteban Chaves        | Simon Yates                  |
| 7e étape  | 11 mai | Pizzo – Praia a Mare                     | étape de plaine             | 159           | Sam Bennett           | Simon Yates                  |
| 8e étape  | 12 mai | Praia a Mare – Montevergine              | étape de moyenne montagne   | 209           | Richard Carapaz       | Simon Yates                  |
| 9e étape  | 13 mai | Pesco Sannita – Campo Imperatore         | étape de montagne           | 225           | Simon Yates           | Simon Yates                  |
|           | 14 mai | Jour de repos                            | Jour de repos               |               |                       |                              |
| 10e étape | 15 mai | Penne – Gualdo Tadino                    | étape vallonnée             | 244           | Matej Mohorič         | Simon Yates                  |
| 11e étape | 16 mai | Assise – Osimo                           | étape vallonnée             | 156           | Simon Yates           | Simon Yates                  |
| 12e étape | 17 mai | Osimo – Imola                            | étape de plaine             | 214           | Sam Bennett           | Simon Yates                  |
| 13e étape | 18 mai | Ferrare – Nervesa della Battaglia        | étape de plaine             | 180           | Elia Viviani          | Simon Yates                  |
| 14e étape | 19 mai | San Vito al Tagliamento – Monte Zoncolan | étape de montagne           | 186           | Christopher Froome    | Simon Yates                  |
| 15e étape | 20 mai | Tolmezzo – Sappada                       | étape de moyenne montagne   | 176           | Simon Yates           | Simon Yates                  |
|           | 21 mai | Jour de repos                            | Jour de repos               |               |                       |                              |
| 16e étape | 22 mai | Trente – Rovereto                        | contre-la-montre individuel | 34,2          | Rohan Dennis          | Simon Yates                  |
| 17e étape | 23 mai | Riva del Garda – Iseo                    | étape vallonnée             | 155           | Elia Viviani          | Simon Yates                  |
| 18e étape | 24 mai | Abbiategrasso – Prato Nevoso             | étape de moyenne montagne   | 196           | Maximilian Schachmann | Simon Yates                  |
| 19e étape | 25 mai | Venaria Reale – Bardonnèche              | étape de montagne           | 184           | Christopher Froome    | Christopher Froome           |
| 20e étape | 26 mai | Suse – Breuil-Cervinia                   | étape de montagne           | 214           | Mikel Nieve           | Christopher Froome           |
| 21e étape | 27 mai | Rome – Rome                              | étape de plaine             | 115           | Sam Bennett           | Christopher Froome           |

## Classements finals

### Classement général
| \| Classement général \| Classement général \| Classement général \| Classement général \| Classement général \| \| Coureur \| Coureur \| Pays \| Équipe \| Temps \| \| ------------------ \| ------------------ \| ------------------ \| ------------------------- \| ------------------ \| \| 1er \| Christopher Froome \| Royaume-Uni \| Team Sky \| 89 h 02 min 39 s \| \| 2e \| Tom Dumoulin \| Pays-Bas \| Team Sunweb \| + 46 s \| \| 3e \| Miguel Ángel López \| Colombie \| Astana \| + 4 min 57 s \| \| 4e \| Richard Carapaz \| Équateur \| Movistar Team \| + 5 min 44 s \| \| 5e \| Domenico Pozzovivo \| Italie \| Bahrain-Merida \| + 8 min 03 s \| \| 6e \| Pello Bilbao \| Espagne \| Astana \| + 11 min 50 s \| \| 7e \| Patrick Konrad \| Autriche \| Bora-Hansgrohe \| + 13 min 01 s \| \| 8e \| George Bennett \| Nouvelle-Zélande \| LottoNL-Jumbo \| + 13 min 17 s \| \| 9e \| Sam Oomen \| Pays-Bas \| Team Sunweb \| + 14 min 18 s \| \| 10e \| Davide Formolo \| Italie \| Bora-Hansgrohe \| + 15 min 16 s \| \| 11e \| Alexandre Geniez \| France \| AG2R La Mondiale \| + 17 min 30 s \| \| 12e \| Wout Poels \| Pays-Bas \| Team Sky \| + 17 min 40 s \| \| 13e \| Sergio Henao \| Colombie \| Team Sky \| + 29 min 41 s \| \| 14e \| José Gonçalves \| Portugal \| Katusha-Alpecin \| + 34 min 29 s \| \| 15e \| Carlos Betancur \| Colombie \| Movistar Team \| + 41 min 48 s \| \| 16e \| Rohan Dennis \| Australie \| BMC Racing Team \| + 56 min 07 s \| \| 17e \| Mikel Nieve \| Espagne \| Mitchelton-Scott \| + 58 min 16 s \| \| 18e \| Gianluca Brambilla \| Italie \| Trek-Segafredo \| + 1 h 00 min 30 s \| \| 19e \| Michael Woods \| Canada \| EF Education First-Drapac \| + 1 h 01 min 24 s \| \| 20e \| Hubert Dupont \| France \| AG2R La Mondiale \| + 1 h 03 min 54 s \| |                    |                  |                           |                   |
| |                    |                  |                           |                   |
| Source : ProCyclingStats |                    |                  |                           |                   |
| Classement général |                    |                  |                           |                   |
| Coureur | Coureur            | Pays             | Équipe                    | Temps             |
| 1er | Christopher Froome | Royaume-Uni      | Team Sky                  | 89 h 02 min 39 s  |
| 2e | Tom Dumoulin       | Pays-Bas         | Team Sunweb               | + 46 s            |
| 3e | Miguel Ángel López | Colombie         | Astana                    | + 4 min 57 s      |
| 4e | Richard Carapaz    | Équateur         | Movistar Team             | + 5 min 44 s      |
| 5e | Domenico Pozzovivo | Italie           | Bahrain-Merida            | + 8 min 03 s      |
| 6e | Pello Bilbao       | Espagne          | Astana                    | + 11 min 50 s     |
| 7e | Patrick Konrad     | Autriche         | Bora-Hansgrohe            | + 13 min 01 s     |
| 8e | George Bennett     | Nouvelle-Zélande | LottoNL-Jumbo             | + 13 min 17 s     |
| 9e | Sam Oomen          | Pays-Bas         | Team Sunweb               | + 14 min 18 s     |
| 10e | Davide Formolo     | Italie           | Bora-Hansgrohe            | + 15 min 16 s     |
| 11e | Alexandre Geniez   | France           | AG2R La Mondiale          | + 17 min 30 s     |
| 12e | Wout Poels         | Pays-Bas         | Team Sky                  | + 17 min 40 s     |
| 13e | Sergio Henao       | Colombie         | Team Sky                  | + 29 min 41 s     |
| 14e | José Gonçalves     | Portugal         | Katusha-Alpecin           | + 34 min 29 s     |
| 15e | Carlos Betancur    | Colombie         | Movistar Team             | + 41 min 48 s     |
| 16e | Rohan Dennis       | Australie        | BMC Racing Team           | + 56 min 07 s     |
| 17e | Mikel Nieve        | Espagne          | Mitchelton-Scott          | + 58 min 16 s     |
| 18e | Gianluca Brambilla | Italie           | Trek-Segafredo            | + 1 h 00 min 30 s |
| 19e | Michael Woods      | Canada           | EF Education First-Drapac | + 1 h 01 min 24 s |
| 20e | Hubert Dupont      | France           | AG2R La Mondiale          | + 1 h 03 min 54 s |

### Classements annexes
| Classement par points | Classement par points | Classement par points | Classement par points         | Classement par points |
| Coureur               | Coureur               | Pays                  | Équipe                        | Points                |
| --------------------- | --------------------- | --------------------- | ----------------------------- | --------------------- |
| 1er                   | Elia Viviani          | Italie                | Quick-Step Floors             | 341 pts               |
| 2e                    | Sam Bennett           | Irlande               | Bora-Hansgrohe                | 282 pts               |
| 3e                    | Davide Ballerini      | Italie                | Androni Giocattoli-Sidermec   | 147 pts               |
| 4e                    | Sacha Modolo          | Italie                | EF Education First-Drapac     | 122 pts               |
| 5e                    | Simon Yates           | Royaume-Uni           | Mitchelton-Scott              | 113 pts               |
| 6e                    | Marco Frapporti       | Italie                | Androni Giocattoli-Sidermec   | 111 pts               |
| 7e                    | Danny van Poppel      | Pays-Bas              | LottoNL-Jumbo                 | 107 pts               |
| 8e                    | Niccolò Bonifazio     | Italie                | Bahrain-Merida                | 103 pts               |
| 9e                    | Eugert Zhupa          | Albanie               | Wilier Triestina-Selle Italia | 84 pts                |
| 10e                   | Tom Dumoulin          | Pays-Bas              | Team Sunweb                   | 73 pts                |

| Classement par points | Classement par points | Classement par points | Classement par points         | Classement par points |
| Coureur               | Coureur               | Pays                  | Équipe                        | Points                |
| --------------------- | --------------------- | --------------------- | ----------------------------- | --------------------- |
| 1er                   | Elia Viviani          | Italie                | Quick-Step Floors             | 341 pts               |
| 2e                    | Sam Bennett           | Irlande               | Bora-Hansgrohe                | 282 pts               |
| 3e                    | Davide Ballerini      | Italie                | Androni Giocattoli-Sidermec   | 147 pts               |
| 4e                    | Sacha Modolo          | Italie                | EF Education First-Drapac     | 122 pts               |
| 5e                    | Simon Yates           | Royaume-Uni           | Mitchelton-Scott              | 113 pts               |
| 6e                    | Marco Frapporti       | Italie                | Androni Giocattoli-Sidermec   | 111 pts               |
| 7e                    | Danny van Poppel      | Pays-Bas              | LottoNL-Jumbo                 | 107 pts               |
| 8e                    | Niccolò Bonifazio     | Italie                | Bahrain-Merida                | 103 pts               |
| 9e                    | Eugert Zhupa          | Albanie               | Wilier Triestina-Selle Italia | 84 pts                |
| 10e                   | Tom Dumoulin          | Pays-Bas              | Team Sunweb                   | 73 pts                |

| Classement de la montagne | Classement de la montagne | Classement de la montagne | Classement de la montagne | Classement de la montagne |
| Coureur                   | Coureur                   | Pays                      | Équipe                    | Points                    |
| ------------------------- | ------------------------- | ------------------------- | ------------------------- | ------------------------- |
| 1er                       | Christopher Froome        | Royaume-Uni               | Team Sky                  | 125 pts                   |
| 2e                        | Giulio Ciccone            | Italie                    | Bardiani CSF              | 108 pts                   |
| 3e                        | Simon Yates               | Royaume-Uni               | Mitchelton-Scott          | 91 pts                    |
| 4e                        | Mikel Nieve               | Espagne                   | Mitchelton-Scott          | 79 pts                    |
| 5e                        | Richard Carapaz           | Équateur                  | Movistar Team             | 65 pts                    |
| 6e                        | Tom Dumoulin              | Pays-Bas                  | Team Sunweb               | 49 pts                    |
| 7e                        | Esteban Chaves            | Colombie                  | Mitchelton-Scott          | 47 pts                    |
| 8e                        | Valerio Conti             | Italie                    | UAE Team Emirates         | 42 pts                    |
| 9e                        | Domenico Pozzovivo        | Italie                    | Bahrain-Merida            | 40 pts                    |
| 10e                       | Matteo Montaguti          | Italie                    | AG2R La Mondiale          | 37 pts                    |

| Classement de la montagne | Classement de la montagne | Classement de la montagne | Classement de la montagne | Classement de la montagne |
| Coureur                   | Coureur                   | Pays                      | Équipe                    | Points                    |
| ------------------------- | ------------------------- | ------------------------- | ------------------------- | ------------------------- |
| 1er                       | Christopher Froome        | Royaume-Uni               | Team Sky                  | 125 pts                   |
| 2e                        | Giulio Ciccone            | Italie                    | Bardiani CSF              | 108 pts                   |
| 3e                        | Simon Yates               | Royaume-Uni               | Mitchelton-Scott          | 91 pts                    |
| 4e                        | Mikel Nieve               | Espagne                   | Mitchelton-Scott          | 79 pts                    |
| 5e                        | Richard Carapaz           | Équateur                  | Movistar Team             | 65 pts                    |
| 6e                        | Tom Dumoulin              | Pays-Bas                  | Team Sunweb               | 49 pts                    |
| 7e                        | Esteban Chaves            | Colombie                  | Mitchelton-Scott          | 47 pts                    |
| 8e                        | Valerio Conti             | Italie                    | UAE Team Emirates         | 42 pts                    |
| 9e                        | Domenico Pozzovivo        | Italie                    | Bahrain-Merida            | 40 pts                    |
| 10e                       | Matteo Montaguti          | Italie                    | AG2R La Mondiale          | 37 pts                    |

| Classement du meilleur jeune | Classement du meilleur jeune | Classement du meilleur jeune | Classement du meilleur jeune | Classement du meilleur jeune |
| Coureur                      | Coureur                      | Pays                         | Équipe                       | Temps                        |
| ---------------------------- | ---------------------------- | ---------------------------- | ---------------------------- | ---------------------------- |
| 1er                          | Miguel Ángel López           | Colombie                     | Astana                       | 89 h 07 min 36 s             |
| 2e                           | Richard Carapaz              | Équateur                     | Movistar Team                | + 47 s                       |
| 3e                           | Sam Oomen                    | Pays-Bas                     | Team Sunweb                  | + 9 min 21 s                 |
| 4e                           | Valerio Conti                | Italie                       | UAE Team Emirates            | + 1 h 18 min 07 s            |
| 5e                           | Fausto Masnada               | Italie                       | Androni Giocattoli-Sidermec  | + 1 h 21 min 16 s            |
| 6e                           | Felix Großschartner          | Autriche                     | Bora-Hansgrohe               | + 1 h 23 min 50 s            |
| 7e                           | Matej Mohorič                | Slovénie                     | Bahrain-Merida               | + 1 h 35 min 21 s            |
| 8e                           | Maximilian Schachmann        | Allemagne                    | Quick-Step Floors            | + 1 h 36 min 39 s            |
| 9e                           | Jack Haig                    | Australie                    | Mitchelton-Scott             | + 1 h 58 min 09 s            |
| 10e                          | Giulio Ciccone               | Italie                       | Bardiani CSF                 | + 2 h 03 min 58 s            |

| Classement du meilleur jeune | Classement du meilleur jeune | Classement du meilleur jeune | Classement du meilleur jeune | Classement du meilleur jeune |
| Coureur                      | Coureur                      | Pays                         | Équipe                       | Temps                        |
| ---------------------------- | ---------------------------- | ---------------------------- | ---------------------------- | ---------------------------- |
| 1er                          | Miguel Ángel López           | Colombie                     | Astana                       | 89 h 07 min 36 s             |
| 2e                           | Richard Carapaz              | Équateur                     | Movistar Team                | + 47 s                       |
| 3e                           | Sam Oomen                    | Pays-Bas                     | Team Sunweb                  | + 9 min 21 s                 |
| 4e                           | Valerio Conti                | Italie                       | UAE Team Emirates            | + 1 h 18 min 07 s            |
| 5e                           | Fausto Masnada               | Italie                       | Androni Giocattoli-Sidermec  | + 1 h 21 min 16 s            |
| 6e                           | Felix Großschartner          | Autriche                     | Bora-Hansgrohe               | + 1 h 23 min 50 s            |
| 7e                           | Matej Mohorič                | Slovénie                     | Bahrain-Merida               | + 1 h 35 min 21 s            |
| 8e                           | Maximilian Schachmann        | Allemagne                    | Quick-Step Floors            | + 1 h 36 min 39 s            |
| 9e                           | Jack Haig                    | Australie                    | Mitchelton-Scott             | + 1 h 58 min 09 s            |
| 10e                          | Giulio Ciccone               | Italie                       | Bardiani CSF                 | + 2 h 03 min 58 s            |

| Classement par équipes | Classement par équipes | Classement par équipes | Classement par équipes |
| Équipe                 | Équipe                 | Pays                   | Temps                  |
| ---------------------- | ---------------------- | ---------------------- | ---------------------- |
| 1re                    | Sky                    | Royaume-Uni            | 267 h 48 min 47 s      |
| 2e                     | Astana                 | Kazakhstan             | + 24 min 58 s          |
| 3e                     | Bora-Hansgrohe         | Allemagne              | + 43 min 32 s          |
| 4e                     | Team Sunweb            | Allemagne              | + 1 h 14 min 35 s      |
| 5e                     | AG2R La Mondiale       | France                 | + 1 h 30 min 32 s      |
| 6e                     | Movistar Team          | Espagne                | + 1 h 39 min 45 s      |
| 7e                     | Lotto NL-Jumbo         | Pays-Bas               | + 1 h 47 min 01 s      |
| 8e                     | Mitchelton-Scott       | Australie              | + 2 h 31 min 52 s      |
| 9e                     | UAE Team Emirates      | Émirats arabes unis    | + 2 h 33 min 27 s      |
| 10e                    | Groupama-FDJ           | France                 | + 2 h 34 min 04 s      |

| Classement par équipes | Classement par équipes | Classement par équipes | Classement par équipes |
| Équipe                 | Équipe                 | Pays                   | Temps                  |
| ---------------------- | ---------------------- | ---------------------- | ---------------------- |
| 1re                    | Sky                    | Royaume-Uni            | 267 h 48 min 47 s      |
| 2e                     | Astana                 | Kazakhstan             | + 24 min 58 s          |
| 3e                     | Bora-Hansgrohe         | Allemagne              | + 43 min 32 s          |
| 4e                     | Team Sunweb            | Allemagne              | + 1 h 14 min 35 s      |
| 5e                     | AG2R La Mondiale       | France                 | + 1 h 30 min 32 s      |
| 6e                     | Movistar Team          | Espagne                | + 1 h 39 min 45 s      |
| 7e                     | Lotto NL-Jumbo         | Pays-Bas               | + 1 h 47 min 01 s      |
| 8e                     | Mitchelton-Scott       | Australie              | + 2 h 31 min 52 s      |
| 9e                     | UAE Team Emirates      | Émirats arabes unis    | + 2 h 33 min 27 s      |
| 10e                    | Groupama-FDJ           | France                 | + 2 h 34 min 04 s      |

#### Autres classements
- Classement des sprints intermédiaires[11] :  Davide Ballerini (114 points)
- Classement de la combativité[12] :  Davide Ballerini (67 points)
- Classement Fuga Pinarello[13] :  Marco Frapporti (640 points)
- Prix du Fair-Play[14] :  AG2R La Mondiale,  Bardiani CSF et  Lotto NL-Jumbo
- Cima Coppi[15] :  Christopher Froome
- Cima Pantani :  Simon Yates

## UCI World Tour
Ce Tour d'Italie attribue des points pour l'UCI World Tour 2018, par équipes uniquement aux équipes ayant un label WorldTeam, individuellement uniquement aux coureurs des équipes ayant un label WorldTeam:
Le barème des points du classement World Tour sur ce Tour d'Italie est le suivant :
| Position                   | 1er | 2e  | 3e  | 4e  | 5e  | 6e  | 7e  | 8e  | 9e  | 10e | 11e | 12e | 13e | 14e | 15e | 16e | 17e | 18e | 19e | 20e | 21e à 25e | 26e à 30e | 31e à 40e | 41e à 50e | 51e à 55e | 56e à 60e |
| -------------------------- | --- | --- | --- | --- | --- | --- | --- | --- | --- | --- | --- | --- | --- | --- | --- | --- | --- | --- | --- | --- | --------- | --------- | --------- | --------- | --------- | --------- |
| Classement général         | 850 | 680 | 575 | 460 | 380 | 320 | 260 | 220 | 180 | 140 | 120 | 100 | 84  | 68  | 60  | 56  | 52  | 48  | 44  | 40  | 32        | 24        | 20        | 16        | 12        | 8         |
| Classement d'étape         | 100 | 40  | 20  | 12  | 4   |     |     |     |     |     |     |     |     |     |     |     |     |     |     |     |           |           |           |           |           |           |
| Classements finals annexes | 100 | 40  | 20  |     |     |     |     |     |     |     |     |     |     |     |     |     |     |     |     |     |           |           |           |           |           |           |
| Leader par étape           | 20  |     |     |     |     |     |     |     |     |     |     |     |     |     |     |     |     |     |     |     |           |           |           |           |           |           |

| Rang | Coureur            | Équipe            | Général | Etape | Leader | Annexe | Total |
| ---- | ------------------ | ----------------- | ------- | ----- | ------ | ------ | ----- |
| 1er  | Christopher Froome | Sky               | 850     | 204   | 40     | 100    | 1194  |
| 2e   | Tom Dumoulin       | Sunweb            | 680     | 188   | 20     | 0      | 888   |
| 3e   | Miguel Ángel López | Astana            | 575     | 64    | 0      | 100    | 739   |
| 4e   | Simon Yates        | Mitchelton-Scott  | 32      | 400   | 260    | 20     | 712   |
| 5e   | Richard Carapaz    | Movistar          | 460     | 148   | 0      | 40     | 648   |
| 6e   | Elia Viviani       | Quick-Step Floors | 0       | 480   | 0      | 100    | 580   |
| 7e   | Sam Bennett        | Bora-Hansgrohe    | 0       | 440   | 0      | 40     | 480   |
| 8e   | Domenico Pozzovivo | Bahrain-Merida    | 380     | 52    | 0      | 0      | 432   |
| 9e   | Peio Bilbao        | Astana            | 320     | 0     | 0      | 0      | 320   |
| 10e  | Rohan Dennis       | BMC Racing        | 56      | 140   | 80     | 0      | 276   |

### Classements UCI World Tour à l'issue de la course
| Rang | Coureur            | Équipe            | Points  |
| ---- | ------------------ | ----------------- | ------- |
| 1er  | Peter Sagan        | Bora-Hansgrohe    | 1914    |
| 2e   | Alejandro Valverde | Movistar          | 1682    |
| 3e   | Simon Yates        | Mitchelton-Scott  | 1472    |
| 4e   | Elia Viviani       | Quick-Step Floors | 1397    |
| 5e   | Niki Terpstra      | Quick-Step Floors | 1297    |
| 6e   | Primož Roglič      | Lotto NL-Jumbo    | 1211    |
| 7e   | Christopher Froome | Sky               | 1205.43 |
| 8e   | Julian Alaphilippe | Quick-Step Floors | 1198    |
| 9e   | Michael Valgren    | Astana            | 1195    |
| 10e  | Egan Bernal        | Sky               | 1063    |

| Rang | Équipe            | Points  |
| ---- | ----------------- | ------- |
| 1er  | Quick-Step Floors | 7979    |
| 2e   | Mitchelton-Scott  | 5462.99 |
| 3e   | Bora-Hansgrohe    | 5460    |
| 4e   | Sky               | 5094,01 |
| 5e   | Movistar          | 4690    |
| 6e   | BMC Racing        | 4494,99 |
| 7e   | Bahrain-Merida    | 4349    |
| 8e   | Astana            | 4261    |
| 9e   | AG2R La Mondiale  | 3468    |
| 10e  | Sunweb            | 3245    |

## Évolution des classements

### Règlements
Le classement général, dont le leader porte le maillot rose , s'établit en additionnant les temps réalisés à chaque étape, puis en ôtant d'éventuelles bonifications (10, 6 et 4 secondes à l'arrivée des étapes en ligne et 3, 2 et 1 secondes au second sprint intermédiaire de chaque étape). En cas d'égalité, les critères de départage, dans l'ordre, sont : centièmes de seconde enregistrés lors des contre-la-montre, addition des places obtenues lors de chaque étape, place obtenue lors de la dernière étape. Ce classement est le plus important de la course et le gagnant est le vainqueur du Giro.
Le leader du classement par points porte le maillot cyclamen . Pour la quatrième année consécutive, la répartition des points est différente selon le type d'étape. Ainsi, le classement par points est établi en fonction du barème suivant :
- Pour les arrivées des étapes dites « sans difficulté » ou de « basse difficulté » : 50 points, 35, 25, 18, 14, 12, 10, 8, 7, 6, 5, 4, 3, 2, 1 point pour les 15 premiers coureurs classés ;
- Pour les arrivées des étapes dites de « moyenne difficulté » : 25 points, 18, 12, 8, 6, 5, 4, 3, 2, 1 point pour les 10 premiers coureurs classés ;
- Pour les arrivées des étapes dites de « haute montagne » et les contre-la-montre individuels : 15 points, 12, 9, 7, 6, 5, 4, 3, 2 et 1 point pour les 10 premiers coureurs classés ;
- Pour les sprints intermédiaires des étapes « sans difficulté » ou de « basse difficulté » : 20 points, 12, 8, 6, 4, 3, 2 et 1 point pour les 8 premiers coureurs classés ;
- Pour les sprints intermédiaires des étapes de « moyenne difficulté » : 10 points, 6, 3, 2 et 1 point pour les 5 premiers coureurs classés ;
- Pour les sprints intermédiaires des étapes de « haute montagne » : 8 points, 4 et 1 point pour les 3 premiers coureurs classés.

En cas d'égalité de points, les critères de départage, dans l'ordre, sont : nombre de victoires d'étape, nombre de sprints intermédiaires, classement général.
Le classement de la montagne, dont le leader porte le maillot bleu , change dans la répartition des points. Le nombre de catégories reste le même. Ainsi, le classement par points est établi en fonction du barème suivant : 
- Pour l'ascension dite Cima Coppi : 45, 30, 20, 14, 10, 6, 4, 2 et 1 point pour les 9 premiers coureurs classés ;
- Pour les ascensions de 1re catégorie : 35, 18, 12, 9, 6, 4, 2 et 1 point pour les 8 premiers coureurs classés ;
- Pour les ascensions de 2e catégorie : 15, 8, 6, 4, 2 et 1 point pour les 6 premiers coureurs classés ;
- Pour les ascensions de 3e catégorie : 7, 4, 2 et 1 point pour les 4 premiers coureurs classés ;
- Pour les ascensions de 4e catégorie : 3, 2 et 1 point pour les 3 premiers coureurs classés.

En cas d'égalité de points, les critères de départage, dans l'ordre, sont : nombre de premières places dans la Cima Coppi, les ascensions de 1re, de 2e, de 3e, puis de 4e catégorie, classement général.
Le classement du meilleur jeune, dont le leader porte le maillot blanc , est le classement général des coureurs nés depuis le 1er janvier 1993.
Il existe également un classement pour les équipes. Le classement par équipes de l'étape est l'addition des trois meilleurs temps individuels de chaque équipe, sauf lors du contre-la-montre par équipes, où l'on prend le temps de l'équipe. En cas d'égalité, les critères de départage, dans l'ordre, sont : addition des places des 3 premiers coureurs des équipes concernées, place du meilleur coureur sur l'étape. Calculer le classement par équipes revient à additionner les classements par équipes de chaque étape. En cas d'égalité, les critères de départage, dans l'ordre, sont : nombre de premières places dans le classement par équipes du jour, nombre de deuxièmes places dans le classement par équipes du jour, etc., place au classement général du meilleur coureur des équipes concernées.

### Suivi étape par étape
| Étape              | Vainqueur             | Classement général | Classement par points | Classement de la montagne | Classement du meilleur jeune | Classement par équipes |
| ------------------ | --------------------- | ------------------ | --------------------- | ------------------------- | ---------------------------- | ---------------------- |
| 1                  | Tom Dumoulin          | Tom Dumoulin       | Tom Dumoulin          | Non attribué              | Maximilian Schachmann        | Katusha-Alpecin        |
| 2                  | Elia Viviani          | Rohan Dennis       | Elia Viviani          | Enrico Barbin             | Maximilian Schachmann        | Katusha-Alpecin        |
| 3                  | Elia Viviani          | Rohan Dennis       | Elia Viviani          | Enrico Barbin             | Maximilian Schachmann        | Katusha-Alpecin        |
| 4                  | Tim Wellens           | Rohan Dennis       | Elia Viviani          | Enrico Barbin             | Maximilian Schachmann        | Mitchelton-Scott       |
| 5                  | Enrico Battaglin      | Rohan Dennis       | Elia Viviani          | Enrico Barbin             | Maximilian Schachmann        | Mitchelton-Scott       |
| 6                  | Esteban Chaves        | Simon Yates        | Elia Viviani          | Esteban Chaves            | Richard Carapaz              | Mitchelton-Scott       |
| 7                  | Sam Bennett           | Simon Yates        | Elia Viviani          | Esteban Chaves            | Richard Carapaz              | Mitchelton-Scott       |
| 8                  | Richard Carapaz       | Simon Yates        | Elia Viviani          | Esteban Chaves            | Richard Carapaz              | Mitchelton-Scott       |
| 9                  | Simon Yates           | Simon Yates        | Elia Viviani          | Simon Yates               | Richard Carapaz              | Mitchelton-Scott       |
| 10                 | Matej Mohorič         | Simon Yates        | Elia Viviani          | Simon Yates               | Richard Carapaz              | Mitchelton-Scott       |
| 11                 | Simon Yates           | Simon Yates        | Elia Viviani          | Simon Yates               | Richard Carapaz              | Mitchelton-Scott       |
| 12                 | Sam Bennett           | Simon Yates        | Elia Viviani          | Simon Yates               | Richard Carapaz              | Mitchelton-Scott       |
| 13                 | Elia Viviani          | Simon Yates        | Elia Viviani          | Simon Yates               | Richard Carapaz              | Mitchelton-Scott       |
| 14                 | Christopher Froome    | Simon Yates        | Elia Viviani          | Simon Yates               | Miguel Ángel López           | Sky                    |
| 15                 | Simon Yates           | Simon Yates        | Elia Viviani          | Simon Yates               | Miguel Ángel López           | Sky                    |
| 16                 | Rohan Dennis          | Simon Yates        | Elia Viviani          | Simon Yates               | Miguel Ángel López           | Sky                    |
| 17                 | Elia Viviani          | Simon Yates        | Elia Viviani          | Simon Yates               | Miguel Ángel López           | Sky                    |
| 18                 | Maximilian Schachmann | Simon Yates        | Elia Viviani          | Simon Yates               | Miguel Ángel López           | Sky                    |
| 19                 | Christopher Froome    | Christopher Froome | Elia Viviani          | Christopher Froome        | Miguel Ángel López           | Sky                    |
| 20                 | Mikel Nieve           | Christopher Froome | Elia Viviani          | Christopher Froome        | Miguel Ángel López           | Sky                    |
| 21                 | Sam Bennett           | Christopher Froome | Elia Viviani          | Christopher Froome        | Miguel Ángel López           | Sky                    |
| Classements finals | Classements finals    | Christopher Froome | Elia Viviani          | Christopher Froome        | Miguel Ángel López           | Sky                    |

## Liste des participants
- Liste de départ complète

| Légende                             | Légende                                                                                                  | Légende                                | Légende                                                                                         |
| ----------------------------------- | --- | -------------------------------------- | ----------------------------------------------------------------------------------------------- |
| Num                                 | Dossard de départ porté par le coureur sur ce Tour d'Italie                                              | Pos                                    | Position finale au classement général                                                           |
| Leader du classement général        | Indique le vainqueur du classement général                                                               | Leader du classement par points        | Indique le vainqueur du classement par points                                                   |
| Leader du classement de la montagne | Indique le vainqueur du classement de la montagne                                                        | Leader du classement du meilleur jeune | Indique le vainqueur du classement du meilleur jeune                                            |
|                                     | Indique un maillot de champion national ou mondial, suivi de sa spécialité                               | #                                      | Indique la meilleure équipe aux temps                                                           |
| NP                                  | Indique un coureur qui n'a pas pris le départ d'une étape, suivi du numéro de l'étape où il s'est retiré | AB                                     | Indique un coureur qui n'a pas terminé une étape, suivi du numéro de l'étape où il s'est retiré |
| HD                                  | Indique un coureur qui a terminé une étape hors des délais, suivi du numéro de l'étape                   | EX                                     | Coureur exclu pour non-respect du règlement, suivi du numéro de l'étape                         |
| *                                   | Indique un coureur en lice pour le classement du meilleur jeune (coureurs nés après le 1er janvier 1993) |                                        |                                                                                                 |

| Sunweb SUN                                 | Sunweb SUN                     | Sunweb SUN |
| ------------------------------------------ | ------------------------------ | ---------- |
| Num                                        | Coureur                        | Pos        |
| 1                                          | Tom Dumoulin (NED) (Clm) (Clm) | 2e         |
| 2                                          | Roy Curvers (NED)              | 128e       |
| 3                                          | Chad Haga (USA)                | 71e        |
| 4                                          | Chris Hamilton (AUS)*          | 103e       |
| 5                                          | Lennard Hofstede (NED)*        | 144e       |
| 6                                          | Sam Oomen (NED)*               | 9e         |
| 7                                          | Laurens ten Dam (NED)          | 35e        |
| 8                                          | Louis Vervaeke (BEL)*          | AB-19      |
| Directeur sportif : Rudie Kemna, Marc Reef |                                |            |

| AG2R La Mondiale ALM               | AG2R La Mondiale ALM     | AG2R La Mondiale ALM |
| ---------------------------------- | ------------------------ | -------------------- |
| Num                                | Coureur                  | Pos                  |
| 11                                 | Alexandre Geniez (FRA)   | 11e                  |
| 12                                 | François Bidard (FRA)    | 37e                  |
| 13                                 | Mikaël Cherel (FRA)      | AB-19                |
| 14                                 | Nico Denz (GER)*         | 62e                  |
| 15                                 | Hubert Dupont (FRA)      | 20e                  |
| 16                                 | Quentin Jauregui (FRA)*  | 48e                  |
| 17                                 | Matteo Montaguti (ITA)   | 42e                  |
| 18                                 | Clément Venturini (FRA)* | 104e                 |
| Directeur sportif : Laurent Biondi |                          |                      |

| Androni Giocattoli-Sidermec ANS  | Androni Giocattoli-Sidermec ANS | Androni Giocattoli-Sidermec ANS |
| -------------------------------- | ------------------------------- | ------------------------------- |
| Num                              | Coureur                         | Pos                             |
| 21                               | Francesco Gavazzi (ITA)         | 53e                             |
| 22                               | Davide Ballerini (ITA)*         | 68e                             |
| 23                               | Manuel Belletti (ITA)           | 123e                            |
| 24                               | Mattia Cattaneo (ITA)           | 33e                             |
| 25                               | Marco Frapporti (ITA)           | 119e                            |
| 26                               | Fausto Masnada (ITA)*           | 26e                             |
| 27                               | Rodolfo Torres (COL)            | 59e                             |
| 28                               | Andrea Vendrame (ITA)           | 90e                             |
| Directeur sportif : Gianni Savio |                                 |                                 |

| Astana AST                                           | Astana AST                | Astana AST |
| ---------------------------------------------------- | ------------------------- | ---------- |
| Num                                                  | Coureur                   | Pos        |
| 31                                                   | Miguel Ángel López (COL)* | 3e         |
| 32                                                   | Peio Bilbao (ESP)         | 6e         |
| 33                                                   | Jan Hirt (CZE)            | 46e        |
| 34                                                   | Tanel Kangert (EST)       | NP-13      |
| 35                                                   | Alexey Lutsenko (KAZ)     | 87e        |
| 36                                                   | Luis León Sánchez (ESP)   | 25e        |
| 37                                                   | Davide Villella (ITA)     | 70e        |
| 38                                                   | Andrey Zeits (KAZ)        | 67e        |
| Directeur sportif : Dmitriy Fofonov, Alexandr Shefer |                           |            |

| Bahrain-Merida TBM                | Bahrain-Merida TBM        | Bahrain-Merida TBM |
| --------------------------------- | ------------------------- | ------------------ |
| Num                               | Coureur                   | Pos                |
| 41                                | Domenico Pozzovivo (ITA)  | 5e                 |
| 42                                | Manuele Boaro (ITA)       | 75e                |
| 43                                | Niccolò Bonifazio (ITA)*  | 113e               |
| 44                                | Matej Mohorič (SLO)*      | 30e                |
| 45                                | Antonio Nibali (ITA)      | 100e               |
| 46                                | Domen Novak (SLO)*        | 101e               |
| 47                                | Kanstantsin Siutsou (BLR) | NP-1               |
| 48                                | Giovanni Visconti (ITA)   | 38e                |
| Directeur sportif : Alberto Volpi |                           |                    |

| Bardiani CSF BRD                      | Bardiani CSF BRD         | Bardiani CSF BRD |
| ------------------------------------- | ------------------------ | ---------------- |
| Num                                   | Coureur                  | Pos              |
| 51                                    | Giulio Ciccone (ITA)*    | 40e              |
| 52                                    | Simone Andreetta (ITA)*  | 125e             |
| 53                                    | Enrico Barbin (ITA)      | 94e              |
| 54                                    | Andrea Guardini (ITA)    | AB-4             |
| 55                                    | Mirco Maestri (ITA)      | AB-19            |
| 56                                    | Manuel Senni (ITA)       | AB-15            |
| 57                                    | Paolo Simion (ITA)       | 145e             |
| 58                                    | Alessandro Tonelli (ITA) | NP-15            |
| Directeur sportif : Roberto Reverberi |                          |                  |

| BMC Racing BMC                                        | BMC Racing BMC             | BMC Racing BMC |
| ----------------------------------------------------- | -------------------------- | -------------- |
| Num                                                   | Coureur                    | Pos            |
| 61                                                    | Rohan Dennis (AUS) (Clm)   | 16e            |
| 62                                                    | Alessandro De Marchi (ITA) | 65e            |
| 63                                                    | Jempy Drucker (LUX)        | 118e           |
| 64                                                    | Kilian Frankiny (SUI)*     | 43e            |
| 65                                                    | Nicolas Roche (IRL)        | AB-15          |
| 66                                                    | Jürgen Roelandts (BEL)     | 124e           |
| 67                                                    | Francisco Ventoso (ESP)    | 89e            |
| 68                                                    | Loïc Vliegen (BEL)*        | AB-15          |
| Directeur sportif : Allan Peiper, Maximilian Sciandri |                            |                |

| Bora-Hansgrohe BOH                                    | Bora-Hansgrohe BOH         | Bora-Hansgrohe BOH |
| ----------------------------------------------------- | -------------------------- | ------------------ |
| Num                                                   | Coureur                    | Pos                |
| 71                                                    | Davide Formolo (ITA)       | 10e                |
| 72                                                    | Cesare Benedetti (ITA)     | 108e               |
| 73                                                    | Sam Bennett (IRL)          | 112e               |
| 74                                                    | Felix Großschartner (AUT)* | 27e                |
| 75                                                    | Patrick Konrad (AUT)       | 7e                 |
| 76                                                    | Christoph Pfingsten (AUT)  | 58e                |
| 77                                                    | Andreas Schillinger (GER)  | 139e               |
| 78                                                    | Rüdiger Selig (GER)        | NP-6               |
| Directeur sportif : Enrico Poitschke, Christian Pömer |                            |                    |

| Groupama-FDJ GFC                                | Groupama-FDJ GFC            | Groupama-FDJ GFC |
| ----------------------------------------------- | --------------------------- | ---------------- |
| Num                                             | Coureur                     | Pos              |
| 81                                              | Thibaut Pinot (FRA)         | NP-21            |
| 82                                              | William Bonnet (FRA)        | AB-19            |
| 83                                              | Matthieu Ladagnous (FRA)    | AB-21            |
| 84                                              | Steve Morabito (SUI)        | 79e              |
| 85                                              | Georg Preidler (AUT)        | 29e              |
| 86                                              | Sébastien Reichenbach (SUI) | 22e              |
| 87                                              | Anthony Roux (FRA)          | 76e              |
| 88                                              | Jérémy Roy (FRA)            | 109e             |
| Directeur sportif : Yvon Madiot, Sébastien Joly |                             |                  |

| Israel Cycling Academy ICA          | Israel Cycling Academy ICA     | Israel Cycling Academy ICA |
| ----------------------------------- | ------------------------------ | -------------------------- |
| Num                                 | Coureur                        | Pos                        |
| 91                                  | Ben Hermans (BEL)              | 45e                        |
| 92                                  | Guillaume Boivin (CAN)         | 117e                       |
| 93                                  | Zakkari Dempster (AUS)         | 126e                       |
| 94                                  | Krists Neilands (LAT) (Route)* | 73e                        |
| 95                                  | Guy Niv (ISR)*                 | AB-5                       |
| 96                                  | Rubén Plaza (ESP)              | 47e                        |
| 97                                  | Kristian Sbaragli (ITA)        | 111e                       |
| 98                                  | Guy Sagiv (ISR) (Clm)*         | 141e                       |
| Directeur sportif : Kjell Carlström |                                |                            |

| Lotto Fix All LTS               | Lotto Fix All LTS              | Lotto Fix All LTS |
| ------------------------------- | ------------------------------ | ----------------- |
| Num                             | Coureur                        | Pos               |
| 101                             | Tim Wellens (BEL)              | NP-14             |
| 102                             | Sander Armée (BEL)             | 57e               |
| 103                             | Lars Bak (DEN)                 | 106e              |
| 104                             | Victor Campenaerts (BEL) (Clm) | NP-17             |
| 105                             | Jens Debusschere (BEL)         | 136e              |
| 106                             | Adam Hansen (AUS)              | 60e               |
| 107                             | Tosh Van der Sande (BEL)       | AB-17             |
| 109                             | Frederik Frison (BEL)          | 142e              |
| Directeur sportif : Bart Leysen |                                |                   |

| Mitchelton-Scott MTS              | Mitchelton-Scott MTS          | Mitchelton-Scott MTS |
| --------------------------------- | ----------------------------- | -------------------- |
| Num                               | Coureur                       | Pos                  |
| 111                               | Esteban Chaves (COL)          | 72e                  |
| 112                               | Sam Bewley (NZL)              | 130e                 |
| 113                               | Jack Haig (AUS)*              | 36e                  |
| 114                               | Christopher Juul Jensen (DEN) | 74e                  |
| 115                               | Roman Kreuziger (CZE)         | 55e                  |
| 116                               | Mikel Nieve (ESP)             | 17e                  |
| 117                               | Svein Tuft (CAN) (Clm)        | 147e                 |
| 118                               | Simon Yates (GBR)             | 21e                  |
| Directeur sportif : Matthew White |                               |                      |

| Movistar MOV                                                  | Movistar MOV             | Movistar MOV |
| ------------------------------------------------------------- | ------------------------ | ------------ |
| Num                                                           | Coureur                  | Pos          |
| 121                                                           | Carlos Betancur (COL)    | 15e          |
| 122                                                           | Richard Carapaz (ECU)*   | 4e           |
| 123                                                           | Víctor de la Parte (ESP) | 39e          |
| 124                                                           | Rubén Fernández (ESP)    | 85e          |
| 125                                                           | Antonio Pedrero (ESP)    | 92e          |
| 126                                                           | Dayer Quintana (COL)     | 82e          |
| 127                                                           | Eduardo Sepúlveda (ARG)  | 96e          |
| 128                                                           | Rafael Valls (ESP)       | AB-10        |
| Directeur sportif : Eusebio Unzué, José Vicente García Acosta |                          |              |

| Quick-Step Floors QST              | Quick-Step Floors QST        | Quick-Step Floors QST |
| ---------------------------------- | ---------------------------- | --------------------- |
| Num                                | Coureur                      | Pos                   |
| 131                                | Elia Viviani (ITA)           | 132e                  |
| 132                                | Eros Capecchi (ITA)          | 49e                   |
| 133                                | Rémi Cavagna (FRA)*          | 115e                  |
| 134                                | Michael Mørkøv (DEN)         | 107e                  |
| 135                                | Fabio Sabatini (ITA)         | 129e                  |
| 136                                | Maximilian Schachmann (GER)* | 31e                   |
| 137                                | Florian Sénéchal (FRA)*      | 135e                  |
| 138                                | Zdeněk Štybar (CZE) (Route)  | 80e                   |
| Directeur sportif : Davide Bramati |                              |                       |

| Dimension Data DDD                                | Dimension Data DDD               | Dimension Data DDD |
| ------------------------------------------------- | -------------------------------- | ------------------ |
| Num                                               | Coureur                          | Pos                |
| 141                                               | Louis Meintjes (RSA)             | NP-17              |
| 142                                               | Igor Antón (ESP)                 | AB-15              |
| 143                                               | Natnael Berhane (ERI)            | 83e                |
| 144                                               | Ryan Gibbons (RSA)*              | 84e                |
| 145                                               | Benjamin King (USA)              | 44e                |
| 146                                               | Ben O'Connor (AUS)*              | AB-19              |
| 147                                               | Jacques Janse van Rensburg (RSA) | 78e                |
| 148                                               | Jacobus Venter (RSA)             | 95e                |
| Directeur sportif : Roger Hammond, Alex Sans Vega |                                  |                    |

| EF Education First-Drapac EFD                          | EF Education First-Drapac EFD | EF Education First-Drapac EFD |
| ------------------------------------------------------ | ----------------------------- | ----------------------------- |
| Num                                                    | Coureur                       | Pos                           |
| 151                                                    | Michael Woods (CAN)           | 19e                           |
| 152                                                    | Thomas Scully (NZL)           | NP-14                         |
| 153                                                    | Hugh Carthy (GBR)*            | 77e                           |
| 154                                                    | Mitchell Docker (AUS)         | 131e                          |
| 155                                                    | Joe Dombrowski (USA)          | 63e                           |
| 156                                                    | Sacha Modolo (ITA)            | 88e                           |
| 157                                                    | Tom Van Asbroeck (BEL)        | 133e                          |
| 158                                                    | Nathan Brown(USA)             | 52e                           |
| Directeur sportif : Juan Manuel Gárate, Fabrizio Guidi |                               |                               |

| Katusha-Alpecin TKA               | Katusha-Alpecin TKA          | Katusha-Alpecin TKA |
| --------------------------------- | ---------------------------- | ------------------- |
| Num                               | Coureur                      | Pos                 |
| 161                               | Maxim Belkov (RUS)           | 127e                |
| 162                               | Alex Dowsett (GBR)           | 120e                |
| 163                               | José Gonçalves (POR)         | 14e                 |
| 164                               | Viatcheslav Kouznetsov (RUS) | 105e                |
| 165                               | Maurits Lammertink (NED)     | 41e                 |
| 166                               | Tony Martin (GER) (Clm)      | 110e                |
| 167                               | Baptiste Planckaert (BEL)    | 116e                |
| 168                               | Mads Würtz Schmidt (DEN)*    | 81e                 |
| Directeur sportif : Claudio Cozzi |                              |                     |

| Lotto NL-Jumbo TLJ                              | Lotto NL-Jumbo TLJ      | Lotto NL-Jumbo TLJ |
| ----------------------------------------------- | ----------------------- | ------------------ |
| Num                                             | Coureur                 | Pos                |
| 171                                             | Enrico Battaglin (ITA)  | 34e                |
| 172                                             | George Bennett (NZL)    | 8e                 |
| 173                                             | Koen Bouwman (NED)*     | 50e                |
| 174                                             | Jos van Emden (NED)     | 99e                |
| 175                                             | Robert Gesink (NED)     | 23e                |
| 176                                             | Gijs Van Hoecke (BEL)   | 122e               |
| 177                                             | Bert-Jan Lindeman (NED) | 114e               |
| 178                                             | Danny van Poppel (NED)* | 121e               |
| Directeur sportif : Nico Verhoeven, Addy Engels |                         |                    |

| Sky # SKY                          | Sky # SKY                  | Sky # SKY |
| ---------------------------------- | -------------------------- | --------- |
| Num                                | Coureur                    | Pos       |
| 181                                | Christopher Froome (GBR)   | 1er       |
| 182                                | David de la Cruz (ESP)     | 56e       |
| 183                                | Kenny Elissonde (FRA)      | 51e       |
| 184                                | Sergio Henao (COL) (Route) | 13e       |
| 185                                | Vasil Kiryienka (BLR)      | AB-19     |
| 186                                | Christian Knees (GER)      | 91e       |
| 187                                | Wout Poels (NED)           | 12e       |
| 188                                | Salvatore Puccio (ITA)     | 64e       |
| Directeur sportif : Nicolas Portal |                            |           |

| Trek-Segafredo TFS                                  | Trek-Segafredo TFS             | Trek-Segafredo TFS |
| --------------------------------------------------- | ------------------------------ | ------------------ |
| Num                                                 | Coureur                        | Pos                |
| 191                                                 | Gianluca Brambilla (ITA)       | 18e                |
| 192                                                 | Laurent Didier (LUX)           | 97e                |
| 193                                                 | Niklas Eg (DEN)*               | 93e                |
| 194                                                 | Markel Irizar (ESP)            | 134e               |
| 195                                                 | Ryan Mullen (IRL) (Route/Clm)* | 138e               |
| 196                                                 | Jarlinson Pantano (COL)        | 54e                |
| 197                                                 | Boy van Poppel (NED)           | 137e               |
| 198                                                 | Mads Pedersen (DEN) (Route)*   | 140e               |
| Directeur sportif : Alain Gallopin, Steven de Jongh |                                |                    |

| UAE Emirates UAD                                          | UAE Emirates UAD           | UAE Emirates UAD |
| --------------------------------------------------------- | -------------------------- | ---------------- |
| Num                                                       | Coureur                    | Pos              |
| 201                                                       | Fabio Aru (ITA) (Route)    | AB-19            |
| 202                                                       | Darwin Atapuma (COL)       | 61e              |
| 203                                                       | Valerio Conti (ITA)*       | 24e              |
| 204                                                       | Vegard Stake Laengen (NOR) | 102e             |
| 205                                                       | Marco Marcato (ITA)        | 69e              |
| 206                                                       | Manuele Mori (ITA)         | 66e              |
| 207                                                       | Jan Polanc (SLO)           | 32e              |
| 208                                                       | Diego Ulissi (ITA)         | 28e              |
| Directeur sportif : Joxean Fernández Matxín, Mario Scirea |                            |                  |

| Wilier Triestina-Selle Italia WIL               | Wilier Triestina-Selle Italia WIL | Wilier Triestina-Selle Italia WIL |
| ----------------------------------------------- | --------------------------------- | --------------------------------- |
| Num                                             | Coureur                           | Pos                               |
| 211                                             | Jakub Mareczko (ITA)*             | AB-9                              |
| 212                                             | Liam Bertazzo (ITA)               | 143e                              |
| 213                                             | Marco Coledan (ITA)               | 146e                              |
| 214                                             | Giuseppe Fonzi (ITA)              | 149e                              |
| 215                                             | Jacopo Mosca (ITA)*               | 98e                               |
| 216                                             | Alex Turrin (ITA)                 | 86e                               |
| 217                                             | Edoardo Zardini (ITA)             | NP-7                              |
| 218                                             | Eugert Zhupa (ALB)                | 148e                              |
| Directeur sportif : Luca Amoriello, Luca Scinto |                                   |                                   |